# Oshana-System

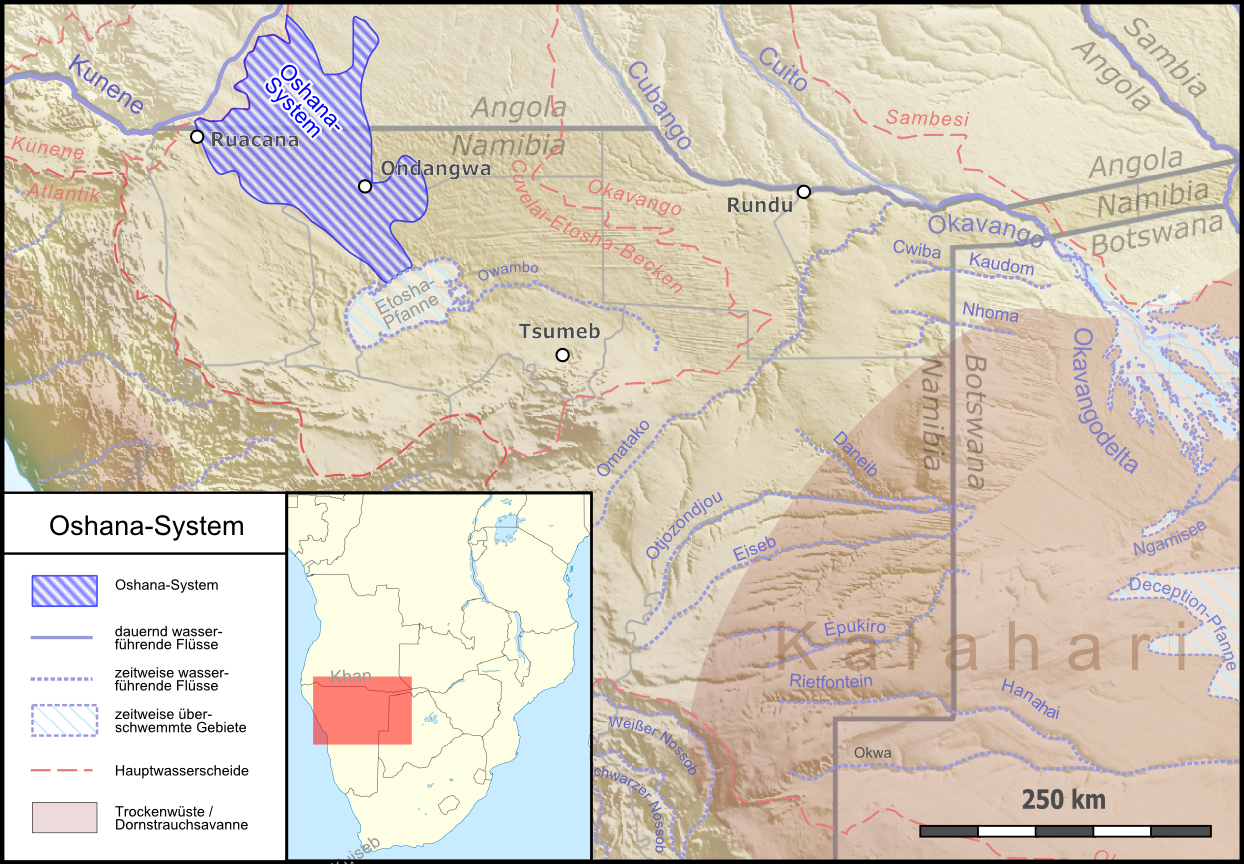
Karte des Oshana-Systems im Norden Namibias, angrenzend an den Kunene bis zur Etosha-Pfanne im Grenzgebiet zwischen Angola und Namibia, in roter Umrandung das umgebende Cuvelai-Etosha-Becken

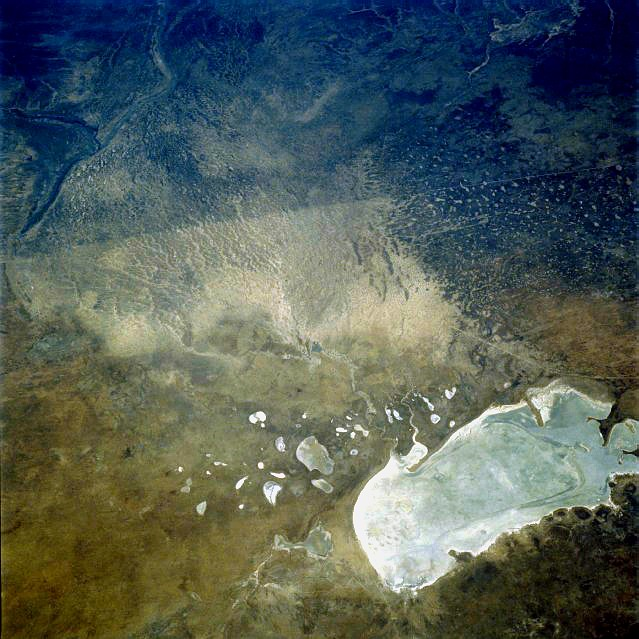
Satellitenaufnahme des Cuvelai-Etosha-Systems: Oben links der Flusslauf des Kunene, unten rechts die Etosha-Pfanne, dazwischen der Fächer der Oshanas

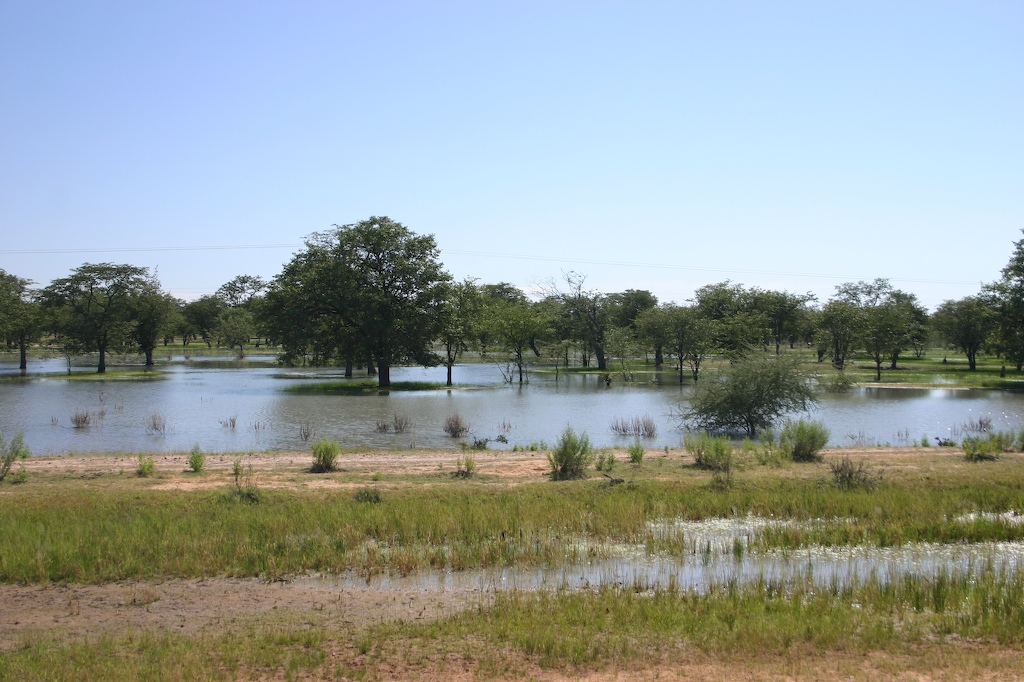
Wasserführendes Oshana während des Efundja

Das Oshana-System, auch Cuvelai-System oder Cuvelai-Feuchtgebiet ist ein weitverzweigtes Netz gefällearmer, seichter in Nord-Süd-Richtung verlaufender Abflussrinnen und Senken, der sogenannten Iishana (singular Oshana), in Nordzentral-Namibia. Es erstreckt sich über weite Teile der namensgebenden Region Oshana – von Cuvelai im Hochland von Bié im Norden bis zum Nordufer der Etosha-Pfanne und von Ruacana im Westen bis Ondangwa im Osten und ist die bestimmende Landschaftsform in Nordzentralnamibia. Das Cuvelai-System ist ein besonderes Feuchtgebiet auf Grundlage der Ramsar-Konvention.

## Geographische Beschreibung und natürlicher Wasserhaushalt
Ihren Ursprung nehmen die Oshanas etwa 100 km nördlich der Grenze Namibias auf angolanischem Gebiet, von wo aus sie nach Süden abfließen, sich zum Ekuma vereinigen und schließlich in die Etosha-Pfanne münden.
Als Oshanas, eigentlich in Oshivambo Iishana, bezeichnet man nach dem Begriff in der regionalen Sprache Oshivambo parallel liegende breite Trockentäler, deren Begrenzung durch geringe Erhebungen sandig-lehmiger Ablagerungen gegeben ist. Die unregelmäßige Wasserführung, die periodisch zu länglichen Seen und Sumpfgebieten führt, richtet sich nach den Niederschlägen in Südangola. Während die westlichen Oshanas durch ablaufende Niederschläge im angolanischen Hochland gefüllt werden, stammt das Wasser der östlichen Oshanas meist nur aus lokalen Niederschlägen.
Die Oshanas bilden im trockenen Zustand offene, grasige, aber sonst vegetationsfreie Senken („Pfannen“). Nur die Ränder und höhergelegene Bereiche sind mit Mopane und Makalanipalmen (Hyphaene petersiana) bewachsen. Die Wasserführung beschränkt sich auf die Regenzeit im Sommer. Nach massiven Niederschlägen in der Großregion Nordnamibia/Südangola füllen sich die Kanäle und Senken des Gebiets; dann treten größere Fluten, die sogenannten Efundjas, auf. Aufgrund der weiten Verzweigung und des geringen Gefälles der Oshanas stehen dann weite Gebiete von Nordzentralnamibia unter Wasser. Mit einer Ausdehnung von über 30.000 km² bildet das Oshana-System dann zeitweilig das bedeutendste Feuchtgebiet Namibias. Während der Efundja finden sich im Oshana-Gebiet 260 Vogelarten, darunter 90 für Feuchtgebiete spezifische Arten wie Flamingos, Pelikane und Sattelstorche. Die Kanäle sind dann voll von Fischen, die von den Einheimischen mit bloßen Händen oder einfachen Reusen gefangen werden. Auch nach den Niederschlägen bleiben die Oshanas noch längere Zeit als seichte Seen gefüllt, die langsam verdunsten, da wasserundurchlässige Bodenschichten ein schnelles Versickern des Wassers verhindern.
Ein Forscherteam unter Beteiligung der Bundesanstalt für Geowissenschaften und Rohstoffe geht von einem unterirdischen Wasserspeicher in Ohangwena von 20 Milliarden Kubikmeter Größe aus, der die Region bis zu 400 Jahre lang mit Trinkwasser versorgen könnte.

## Siedlungsraum
Das zusammenhängende Gebiet des Oshana-Systems und der Etosha-Pfanne bildet die Lebensgrundlage für 45 Prozent der Bevölkerung Namibias.
Für das Ovamboland sind die Oshanas und ihre sommerliche Flut essentiell. Die in der Region vorherrschenden Sandböden und der Kalahari-Sandstein sind extrem nährstoffarm und bieten kaum Wasserrückhaltekapazität. Nur das Flutwasser sorgt für ein Auffüllen der Grundwasserreserven und einen dichten Graswuchs, der für Weidewirtschaft genutzt wird. Darüber hinaus finden sich in den gefluteten Tümpeln und Rinnen der Sommermonate viele Fische, die von den Bewohnern gefangen und frisch oder getrocknet als Nahrung verwendet werden. Allerdings bieten die Tümpel und Sumpfflächen auch ideale Brutstätten für Mücken, so dass unter anderem Malaria weit verbreitet ist.
Da eine größere Efundja letztmals in den 1950er Jahren vorgekommen war und seither ein massiver Bevölkerungszuwachs stattgefunden hatte, wurden in den folgenden Jahrzehnten viele Ansiedlungen und Weideflächen auch auf eigentlich selten geflutete Mulden und Oshanas ausgeweitet. In der Trockenzeit wird dadurch die Tragfähigkeit des Landes zunehmend überschritten; die Grundwasserreserven sind schneller erschöpft. Bei höheren Fluten oder gar einer großen Efundja, wie sie zwischen 2008 und 2011 wieder vorkam, kommt es dadurch zu großen Schäden und Verlusten an Haus und Vieh.
Die ausreichende Verfügbarkeit von Wasser und der Eintrag nährstoffreicher Sedimente erlaubt eine ertragreiche Landwirtschaft, die jedoch ausschließlich als Subsistenzwirtschaft betrieben wird. Industrielle Landwirtschaft findet trotz der Eignung des Landes kaum statt. Angebaut werden überwiegend Melonen, Kürbisse, Mais, Hirse und Bohnen. Zusätzlich findet sich Viehhaltung.
Aufgrund der guten Bedingungen weist die Oshana-Region eine hohe Bevölkerungsdichte auf und ist daher stark zersiedelt. Die in Berichten aus dem 20. Jahrhundert noch erwähnten ausgedehnten Trockenwälder sind heute verschwunden und wurden gefällt, um den hohen Feuerholzbedarf zu decken.